# Microcramboides chaparellus
Microcramboides chaparellus är en fjärilsart som beskrevs av Stanislas Bleszynski 1967. Microcramboides chaparellus ingår i släktet Microcramboides och familjen Crambidae. Inga underarter finns listade i Catalogue of Life.